# آشپزی اماراتی

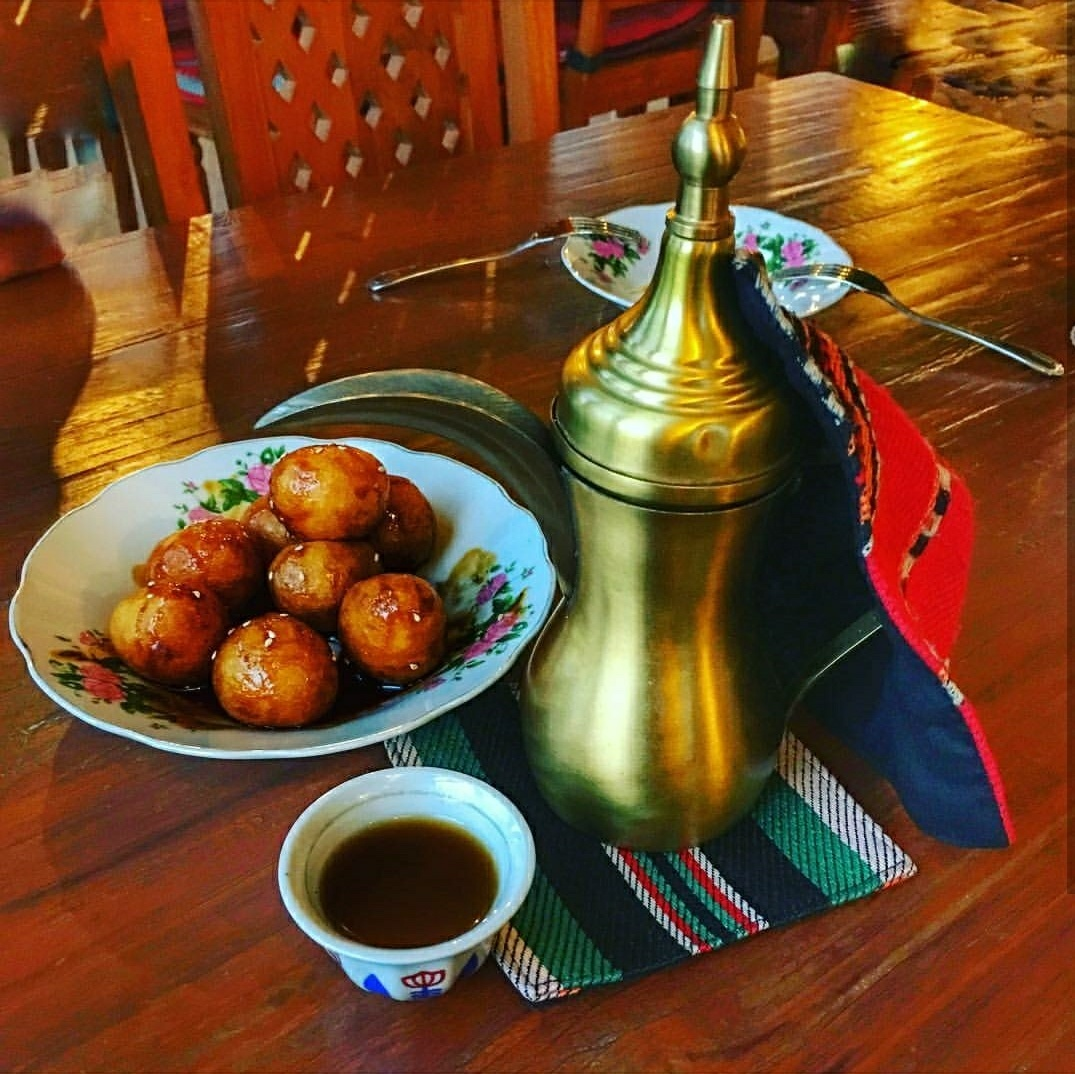
لوکما با قهوه عربی

آشپزی اماراتی (عربی: المطبخ الإماراتي) آشپزی سنتی کشور امارات است که شباهت‌های قابل ملاحظه‌ای با آشپزی کشورهای همسایه مانند عمانی، عربستانی، خاورمیانه‌ای و آسیایی دارد. آشپزی و غذاهای مدرن اماراتی دربرگیرنده غذاهایی از سراسر دنیاست.

## غذاهای
در غذای سنتی امارات متحده عربی از مقدار زیادی گوشت، غلات و لبنیات استفاده می ‌شود. سبزیجاتی مانند خیار و گوجه فرنگی به راحتی در خاک حاصلخیز پرورش داده می‌شوند و در رژیم غذایی مردم تا حد زیادی از آنها استفاده می‌شود. لیموی خشک که لومی نامیده می شوند و بسیار پرطرفدار است، به صورت محلی پرورش داده می شود و در بیشتر غذاها به کار می‌رود. میوه انبه نیز معمولاً در مناطق شمال امارات در روستاهایی مانند مصافی پرورش داده شوند. گوشت‌هایی که به طور سنتی در این منطقه مصرف می‌شوند عبارتند از گوشت مرغ یا ماکیان کوچک مانند هوبره آفریقایی، و بز. از آنجایی که شتر از نظر شیردهی و توانایی حمل و نقل بسیار ارزشمند است، معمولا فقط برای مراسم‌های خاص از گوشت آن استفاده می شود.
غذاها معمولاً خورشتی هستند، زیرا اغلب اوقات همه‌ مواد تشکیل دهنده غذا در یک قابلمه پخته می‌شوند. زعفران، هل، زردچوبه و آویشن طعم‌های اصلی مورد استفاده در غذاهای اماراتی هستند. ورود برنج به غذاها زمانی آغاز شد که تجار به این منطقه نقل مکان کردند. از برگ درختان بومی مانند غاف/کهور نیز برای پرکردن شکم پرندگان کوچک استفاده می‌شود که طعم و عطر آن را در طول پخت آزاد می کرد.
غذاهای دریایی برای قرنها بخش عمده فرهنگ غذایی اماراتی را تشکیل داده‌اند. غذاهای امارات متحده عربی بازتابی از میراث بزرگ عربی و تماس گسترده آن با تمدن ها در طول زمان است. خوردن گوشت خوک برای مسلمانان ممنوع است، به همین دلیل این گوشت در فهرست غذاهای عربی گنجانده نشده است. هتل ها اغلب در منوی صبحانه خود جایگزین گوشت خوک مانند سوسیس گوشت گاو و راش گوساله دارند. اگر گوشت خوک موجود باشد، به طور واضح با برچسب مشخص می‌شود.
گوشت قرمز، ماهی و برنج بخش عمده غذاهای اماراتی را تشکیل می‌دهند. گوشت بره و گوسفند بیشتر از گوشت بز، گاو و شتر طرفدار دارد. معمولاً همراه وعده غذایی خرما مصرف می شود.
نوشیدنی های محبوب قهوه و چای هستند که می‌توان هل، زعفران یا نعناع به آنها اضافه کرد تا طعم خاصی داشته باشند.
الکل به طور کلی فقط در رستوران و بار هتلها سرو می شود (البته نه در شارجه). تمام کلوپ‌های شبانه و باشگاه‌های گلف مجاز به فروش مشروبات الکلی هستند. سوپرمارکت‌های مشخصی ممکن است گوشت خوک بفروشند، اما این گوشت در بخش جداگانه‌ای فروخته می شود.
بخشی از غذاهای اماراتی عبارتند از:
• عصیده
• نان الجباب
• بثیث
• هریس
• جامی
• جشید
• کبسه
• خبیس
• خنفروش
• نان خمیر
• مشبوس
• مدروب
• مرکوکه
• مقلوبه
• نان محلا
• قوزی
• صالونه
• ثرید
• نان وقافی